# Vier Balladen op. 10

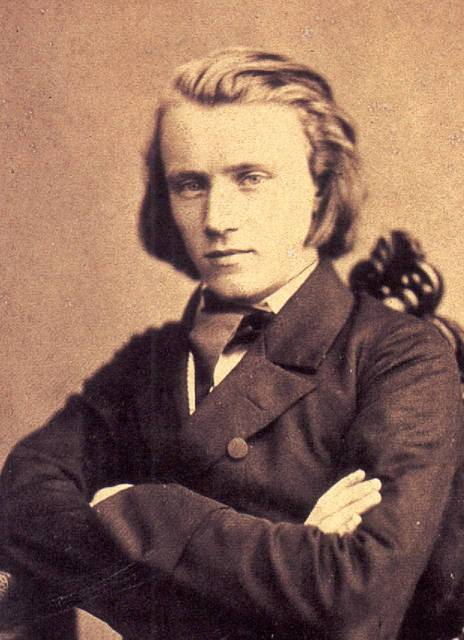
Der junge Johannes Brahms (um 1855)

Die Vier Balladen op. 10 sind frühe Klavierkompositionen von Johannes Brahms, die laut seinem eigenen Werkverzeichnis nach den Variationen über ein Thema von Robert Schumann im Sommer 1854 entstanden.
Er gruppierte die Stücke über die Varianttonarten d-Moll und D-Dur sowie h-Moll und H-Dur und widmete sie seinem langjährigen Freund Julius Otto Grimm. Nachdem der Verleger Bartholf Senff die Sammlung abgelehnt hatte, erschien sie erst im Februar 1856 bei Breitkopf & Härtel.
Wie in den langsamen Sätzen der vorhergehenden Klaviersonaten ist auch in diesen Kompositionen der poetisch-erzählende Gestus spürbar. Brahms ließ sich von der Ausdruckswelt der düsteren schottischen Ballade Edward aus Herders Sammlung Stimmen der Völker anregen und vermerkte dies mit einem vorangestellten Hinweis über dem ersten Charakterstück.

## Zur Musik und Poesie

### Ballade Nr. 1
Das auftaktig einsetzende, vergleichsweise kurze erste Stück (Andante, 4/4) ist akkordisch geprägt und hat die einfache dreiteilige Liedform A-B-A. Es setzt sich im ersten Abschnitt aus zwei (acht- und fünftaktigen) Themenblöcken zusammen, die bis zum dynamischen Mittelteil einmal wiederholt werden.
Während sich unter das Motiv des ersten Taktes die Anfangszeile des Balladentextes „Dein Schwert, wie ist’s von Blut so rot?“ unterlegen lassen, versinnbildlichen die zwei hohlen, oktavierten Quinten in den von terzloser Harmonik bestimmten Takten zwei und drei die bohrende Anrede, mit der die Mutter ihren Sohn bedrängt: „Edward, Edward!“
Unter das zweite poco piú moto in B-Dur einsetzende, im nächsten Takt nach g-Moll modulierende wehmütige Thema, dessen Außenstimmen kontrapunktisch miteinander verbunden sind, kann die ausweichende Antwort Edwards gelegt werden: „Ich hab’ geschlagen meinen Geier tot“. Der Fünftakter endet sostenuto im dominantischen A-Dur auf einer Fermate, nach der die beiden Themen, leicht variiert, wiederholt werden.
Im bewegten, in D-Dur beginnenden Mittelteil (Allegro ma non troppo) kommt es zu einer dynamischen Steigerung bis zum Fortissimo wuchtiger Akkordrepetitionen. Die rhythmische Faktur ist von Triolen bestimmt, die pochend wiederholt werden und das quälende Gewissen des Sohnes im Dialog mit seiner Mutter heraushören lassen, während die Fortissimo-Schläge das Geständnis des Vatermordes am Ende der Ballade ausmalen, ein Verbrechen, das der Mutter angelastet wird („Der Fluch der Hölle soll auf euch ruhn / Denn ihr, ihr rietet’s mir!“).
Nach der Klimax in B-Dur leitet Brahms reprisenartig unmittelbar in das zweite, fünftaktige Thema ab Takt 44 über, das durch vollgriffige Akkorde um eine Oktave erhöht ist und durch oktavierte Bass-Triolen die Unruhe des dramatischen Geschehens spüren lässt, das bis zum Ende der Komposition nachwirkt.
So leitet Takt 59 erneut ins erste Thema zurück, das nun durch unvollständige Triolen im Bass zu zerfallen scheint.

### Ballade Nr. 2
Das zweite, wesentlich längere Stück in D-Dur (Andante, 4/4, expressivo e dolce) wird von einer synkopischen Begleitung mit nachschlagendem Bass eingeleitet, die den ganzen ersten Teil durchzieht. Beginnend mit dem dritten Takt erklingt eine zweiteilige Kantilene, die aus stellenweise äußerst weitgriffigen, ab Takt 7 teils arpeggierten Akkorden besteht. Mit Takt 10 wird sie verdunkelnd nach h-Moll geführt und ab Takt 18 mit dem zweiten Motivteil erneut aufgenommen.
Der reizvolle harmonische Kontrast zwischen dem durchgängigen D-Dur der einfachen Begleitfigur und der Melodie deutet bereits auf die unruhige Entwicklung des Mittelteils (Allegro non troppo, doppio movimento), der ab Takt 24 mit staccatierten Quart-Auftakten eingeleitet wird, doppelt so schnell zu spielen ist wie der erste Teil und mit seinen Oktavschlägen, Dissonanzen und dem ähnlich pochenden Rhythmus an die Stimmungswelt der ersten Ballade erinnert.
Der bewegte C-Teil (Molto staccato e leggiero) in H-Dur geht in die Taktart 6/4 über und überrascht durch eine spukhafte, im Diskant mit kurzen Vorhalten versehene und gegenläufige Staccato-Bewegung der Hände.

### Ballade Nr. 3
Die dritte Ballade in h-Moll (Allegro, 6/8), die erst später den Titel „Intermezzo“ erhielt, hebt sich von den vorhergehenden Stücken zunächst durch ihr hohes Tempo und den Beginn im Forte ab, ist mit ihrer einfachen Dreiteilung indes mit dem ersten Werk verbunden. Sie kehrt das Verhältnis der Teile um, indem die Ecksätze nun rhythmisch bewegt und dynamisch sind, der Mittelteil in Fis-Dur sich hingegen zurücknimmt.
Nach einem markant-trotzigen Beginn, wirbelnden Achtel- und Sechzehntelfiguren und einer neapolitanisch anmutenden Kadenz folgen synkopisch nach oben jagende Akkordgebilde ab Takt 9, die Fis-Dur erreichen, wonach erneut die irrlichternden und abtaktigen Achtel- und Sechzehntelketten vorbeihuschen, die sich durchgehend im Piano bewegen und am Ende des A-Teils im Pianissimo enden. Die gedämpfte Lautstärke kennzeichnet auch den hellen und klangschönen Mittelteil in Fis-Dur.

### Ballade Nr. 4
Die vierte Ballade in H-Dur (Andante con moto, 3/4) gehört mit ihrer sehnsüchtigen, weitgeschwungenen Melodie über den schmerzlich absinkenden, an Robert Schumann erinnernden gleichmäßigen Achtelketten, mit ihrer Expressivität und kompositorischen Reife zu den tiefsinnigsten Eingebungen des jungen Brahms.
Sie hebt sich durch die überwiegend stabile Rhythmik, durchgängige Lautstärke und Flächigkeit von den vorhergehenden Balladen ab, zu denen sie einen ruhigen Gegenpol bietet, der einen Blick in die Seelenlage des Komponisten ermöglicht.
Der Mittelteil im 6/8-Takt, più lento zu spielen, zeigt ein einfaches Bewegungsmuster und erstreckt sich von Takt 47 bis 72. Die beständige Achtelbewegung der linken Hand ist von einer Triolenbewegung der rechten überlagert und bildet einen harmonisch changierenden Klangteppich. In ihn ist eine Melodie eingewoben, die nach der Vortragsbezeichnung col intimissimo sentimento, ma senza troppo marcare la melodia nicht übermäßig herausgearbeitet werden soll.

## Hintergrund und zeitgenössische Rezeption

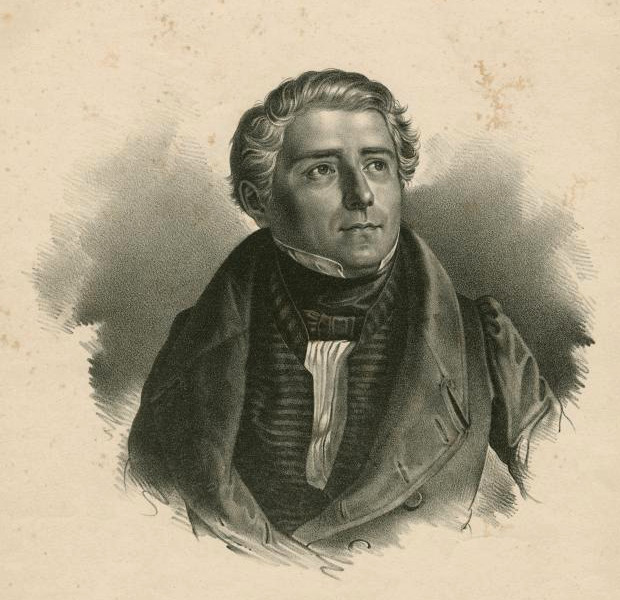
Carl Loewe

Die Welt der wortkargen nordischen Sagen und der einfache Ton vieler Volkslieder, die sich in der Liedersammlung finden, spiegelt sich in der überwiegend einfachen Faktur und dem zurückhaltenden, manchmal fast harten Klang der Kompositionen wider. Die Ballade Edward nimmt mit dem Vatermord ein ödipal deutbares Motiv auf und wurde auch von Carl Loewe vertont.
Julius Allgeyer hatte Brahms auf die Arbeit Herders hingewiesen, die seitdem zu seinen Lieblingsbüchern gehörte und sich stets auf seinem Schreibtisch befand.
Brahms bat Joseph Joachim, einige seiner frühen Klavierwerke zu begutachten und schickte ihm neben den Schumann-Variationen vier weitere Stücke „für Pianoforte Menuett oder ? in as moll, Scherzino od. ? in h moll, Stück in d moll und Andenken an M.B. in h moll“. Zunächst wollte er sie unter dem Titel „Blätter aus dem Tagebuch eines Musikers. Herausgegeben vom jungen Kreisler“ veröffentlichen. Joachim, der heftig gegen diese Bezeichnung protestierte, lobte nicht nur die Variationen, sondern auch das Scherzino, das er gegenüber der „Imitation Mendelssohns“ bevorzugte. Es sei „außerordentlich zart, fein ironisch fast, so glatt, daß man nichts erwidern kann…“
Wie Untersuchungen ergaben, handelte es sich bei diesem Stück um die dritte Ballade in h-Moll. In der von Brahms revidierten Stichvorlage des Kopisten Peter Fuchs trug das später als „Intermezzo“ bezeichnete Werk noch den Titel „Scherzino“, während nach wie vor unklar ist, ob es sich bei den anderen drei Stücken um die übrigen Balladen handelte.
Da Brahms seinen Hamburger Lehrer Eduard Marxsen im Oktober 1854 mit den „Balladen …erfreute“, wird angenommen, dass die Werke zu diesem Zeitpunkt in der heute bekannten Form vorlagen. Ende Januar 1855 schrieb er Joachim, dass ihm seine „Variationen und Balladen“ äußerst wertvoll seien, erinnerten sie ihn doch „so sehr der Dämmerungsstunden bei Clara“.
Noch zu Weihnachten des Jahres 1854 sandte er sie an Robert Schumann in Endenich und trug sie ihm bald darauf auch persönlich vor. Der kranke Schumann schrieb seiner Frau Clara später einen enthusiastischen Brief – die erste Ballade war für ihn „wunderbar“ und neuartig, das „doppio movimento“ der zweiten hingegen unverständlich und zu schnell. Er lobte die „zauberhafte“, die Phantasie anregende Bewegung des Stückes, dessen „Schluß-Bass-Fis“ die dritte Ballade einleite, die „dämonisch“ sei und ein „ganz verklärtes Trio“ habe. In der letzten Ballade fiel ihm „der seltsame erste Melodieton zum Schluß“ auf, der „zwischen Moll und Dur schwankt und wehmüthig in Dur“ bleibe.
Er betrachtete die D-Dur-Ballade als Adagio, die h-Moll-Ballade hingegen als dämonisch wirkendes Scherzo einer Klaviersonate, während Clara im Fis-Dur-Mittelsatz des dritten Stücks einen Engelsgesang zu hören meinte.
Max Kalbeck verglich die Kompositionen mit den langsamen Binnensätzen der frühen Klaviersonaten. Ist das Andante der fis-Moll-Sonate op. 2 vom Winterlied des Minnesängers Graf Kraft von Toggenburg getragen und das der C-Dur-Sonate vom Volkslied Verstohlen geht der Mond auf, findet sich über dem zweiten Satz der f-Moll-Sonate eine Strophe von C. O Sternau: „Der Abend dämmert, das Mondlicht scheint …“

## Poetische Elemente

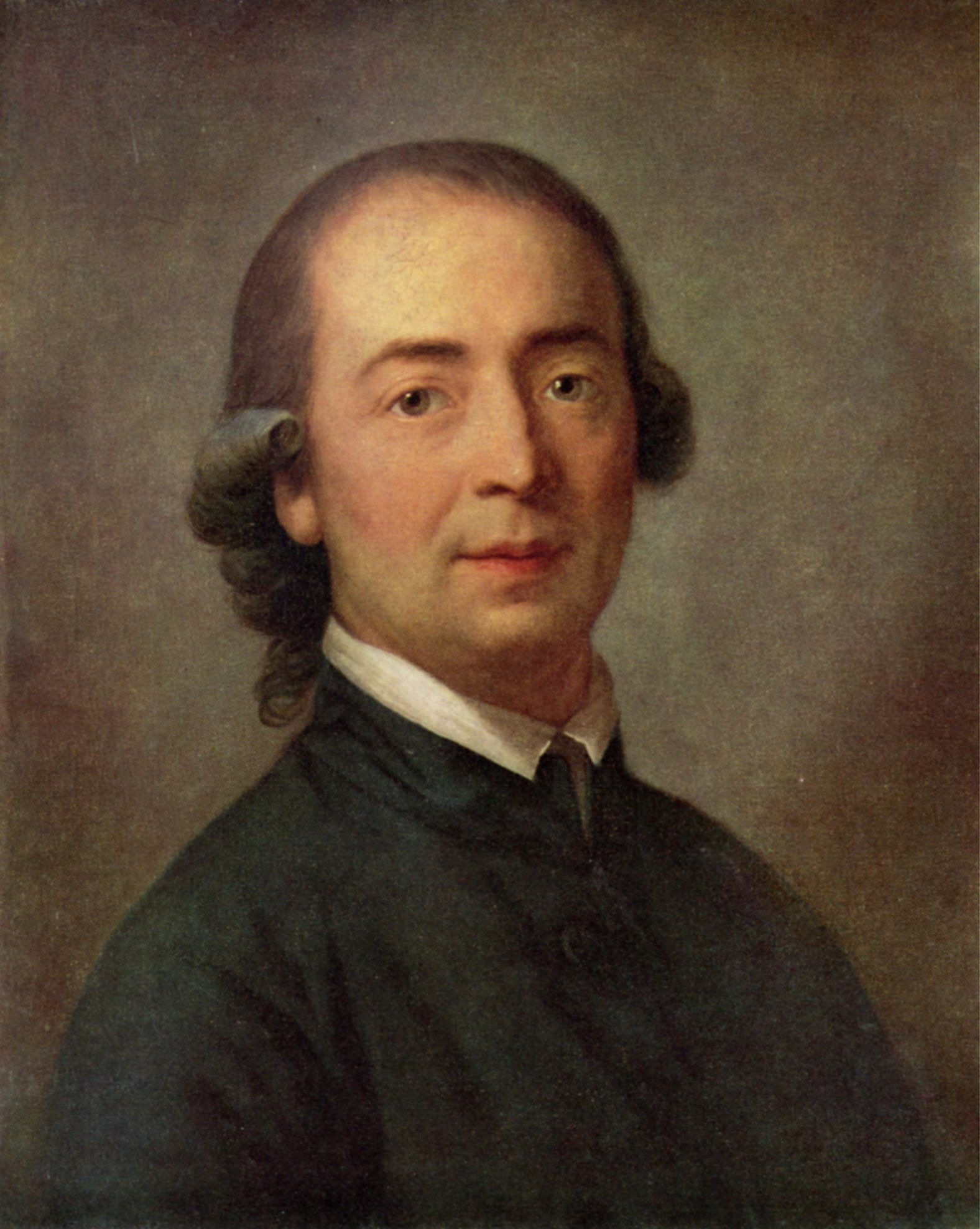
Johann Gottfried Herder, Gemälde von Anton Graff, 1785, Gleimhaus Halberstadt

Mögen alle vier Balladen auch poetisch inspiriert sein, hat lediglich das erste Stück einen ausdrücklich erwähnten und hervorgehobenen literarischen Hintergrund, der allerdings den „balladesken Ton“ der Sammlung insgesamt beeinflusste.
Viele Jahre nach seinem Balladenzyklus vertonte Brahms in den Fünf Liedern für eine tiefe Stimme op. 105 Carl von Lemckes Gedicht Verrat. Mit dem Lied in h-Moll, das die Gruppe abschließt, wählte er erneut einen blutrünstigen Stoff, der mit dem Eifersuchtsmord in einer Dreieckskonstellation nicht nur an sein älteres, ebenfalls bei Herder gefundenes Lied Murrays Ermordung (op. 14 Nr. 3), sondern auch an die erste Ballade erinnert. Mit dem sich zum Fortissimo steigernden Mittelteil und zwei ruhigen Außensätzen ist das Lied nach ihrem Muster gebaut und auch vom Ton her mit ihr vergleichbar.
Während poetische Elemente in Brahms’ Musik gegenüber der Robert Schumanns eine geringere Bedeutung zu spielen scheinen und er häufig als Repräsentant absoluter Musik verehrt wurde, beurteilten einige seiner Zeitgenossen diese Frage nicht so kategorisch.
Von einer Ausnahme abgesehen verzichtete Brahms in seinen späteren Klavierwerken auf Titel oder Mottos, wie man sie von vielen Werken Schumanns kennt; dennoch lassen sich in ihnen immer wieder literarische Bezüge oder Verbindungen mit eigenen Liedern finden.
So ist das späte, kontemplative E-Dur-Intermezzo op. 116 Nr. 4 mit dem bereits 1871 veröffentlichten Lied op. 57 Nr. 3 nach einem Gedicht von Georg Friedrich Daumer verbunden und weist Ähnlichkeiten im Charakter, Ton und Tempo wie im Anfangsthema selbst auf.
Das gemütvolle Intermezzo op. 117 Nr. 1 in Es-Dur erinnert mit seinem schaukelnden Rhythmus und dem 6/8-Takt der Berceuse Chopins an ein Wiegenlied.
Ihm setzte Brahms die Verse eines weiteren schottischen Volksliedes voran, das sich ebenfalls in Herders Sammlung findet und dort den Titel Wiegenlied einer unglücklichen Mutter trägt – „Schlaf sanft, mein Kind, schlaf sanft und schön! Mich dauert’s sehr, dich weinen sehn.“